# Olivgrüne Schmuckeule
Die Olivgrüne Schmuckeule (Valeria oleagina) ist ein Schmetterling (Nachtfalter) aus der Familie der Eulenfalter (Noctuidae).

## Merkmale
Die Olivgrüne Schmuckeule erreicht eine Flügelspannweite von etwa 34 bis 38 Millimetern. Die Vorderflügel sind schwarzbraun gefärbt, haben deutliche moosgrüne Einmischungen, große weiße Nierenmakel und dunkle, weiß umrandete Ringmakel. Weitere Zeichnungselemente sind undeutlich, jedoch treten einige Keilflecke an der Saumlinie hervor. Die Hinterflügel sind weißlich, nach außen in einen dunkleren Grauton übergehend und mit einer aus schwarzen Aderpunkten bestehenden Bogenlinie versehen Die Fühler sind bei beiden Geschlechtern gezähnt, beim Männchen etwas stärker. Eine gewisse Ähnlichkeit besteht zur Flohkraut-Eule (Melanchra persicariae), die ebenfalls auffällig weiße Nierenmakel besitzt. Ihr fehlen aber die grünlichen Einmischungen, die Aderpunkte auf den Hinterflügeln und die gezähnten Fühler. Außerdem unterscheiden sich beide Arten in der Flugzeit erheblich, da persicariae erst von Ende Mai bis Ende August fliegt, oleagina dagegen schon im März und April.
Die erwachsenen Raupen sind graubraun gefärbt, mit einigen dunkleren Punkten. Direkt hinter dem Kopf befindet sich eine auffällige orangerote ringförmige Wulst, die in Ruhestellung jedoch verborgen ist. Alle Segmente sind mit wenigen, kurzen, dünnen, hellen Haaren versehen.

## Ähnliche Arten
- Flohkraut-Eule (Melanchra persicariae)

## Synonyme
- Synvaleria oleagina[1]

## Verbreitung und Vorkommen
Die Art kommt in Südeuropa und Vorderasien sowie Richtung Osten bis zum Iran und der Ukraine vor. Bei Angaben über Funde in Großbritannien dürfte es sich um Falschmeldungen handeln. In Deutschland reicht das nördlichste Vorkommen etwa bis zur Eifel und Ahr. Der Lebensraum der Olivgrünen Schmuckeule ähnelt stark demjenigen des Segelfalters (Iphiclides podalirius), der ebenfalls warme, sonnige Gebiete an südlichen Hanglagen mit Kalkbodenuntergrund und Schlehbuschbewuchs bevorzugt. Wichtig ist dabei die Anwesenheit von niedrigen Krüppelschlehen.

## Lebensweise
Die Raupen leben ab Mai und ernähren sich nördlich der Alpen von den Blättern der Schlehe (Prunus spinosa), nicht jedoch von Weißdorn (Crataegus). Dieses Verhalten wurde durch die Zucht bestätigt. Im Süden werden auch Prunus-Arten und Weißdorn als Futterpflanzen angenommen. Die Raupen fressen meist nachts und sind tagsüber eng an Zweige angeschmiegt und kaum zu erkennen. Bei Gefahr stülpen sie ruckartig den orangeroten Halsring aus. Sie verpuppen sich bereits im Juni. Da die neue Faltergeneration erst im März oder April des darauf folgenden Jahres schlüpft, muss die Puppe einen heißen Sommer sowie einen kalten Winter überstehen. Dazu wird ein ovaler Kokon gefertigt, der aus einer inneren und einer äußeren Wand besteht. Zwischen beiden Wänden befinden sich mehrere Längsrippen, wodurch einzelne Kammern entstehen, die offenbar der Temperaturregulierung dienen.  Die Verpuppung erfolgt meist zwischen Steinen am Boden oder in der Erde. Die Falter schlüpfen im März und April, sind nachtaktiv, fliegen künstliche Lichtquellen an und besuchen zur Nahrungsaufnahme künstliche Köder ebenso wie Weidenkätzchen.

## Gefährdung
In Deutschland kommt die Art regelmäßig nur in Hessen, Baden-Württemberg, Bayern und Rheinland-Pfalz vor. Während sie in Hessen nicht als akut gefährdet gilt, wird sie in den anderen genannten Bundesländern auf der Roten Liste gefährdeter Arten  in Kategorie 2 (stark gefährdet) geführt.